# Boelhe
Boelhe es una freguesia portuguesa del concelho de Penafiel, con 4,83 km² de superficie y 1.843 habitantes (2001). Su densidad de población es de 381,6 hab/km².

## Galería

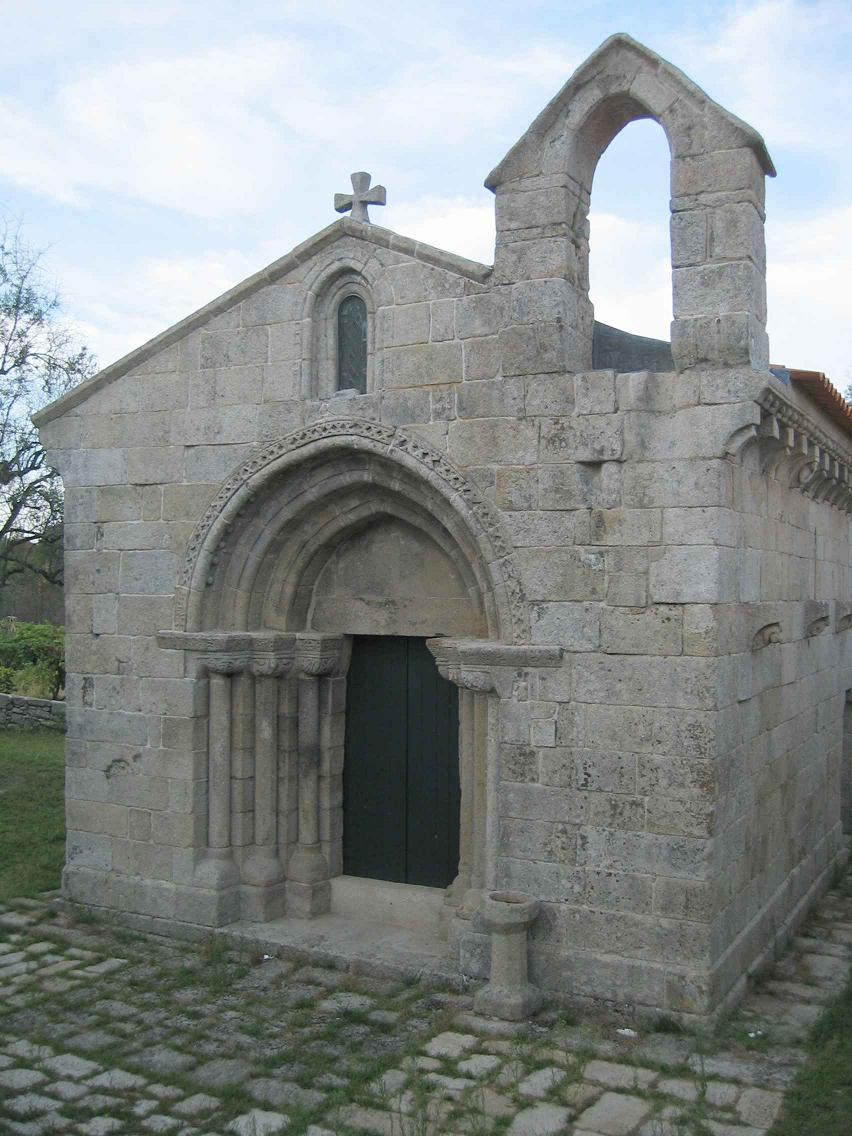
Iglesia Románica de São Gens de Boelhe